# Eduardo Solaeche
Eduardo Ignacio Solaeche Gómez, nacido el 22 de noviembre de 1993 en Madrid (España). Nadador de la selección española de natación y actualmente en el club de natación de la Universidad de Florida. Las especialidades de este nadador son 100 m braza, 200 m estilos, 400 m estilos, relevo 4 x 100 estilos, relevo 4 x 100 libre y relevo 4x200 libre. Becado en los Gators de Florida. Arquitectura fue la carrera elegida para estudiar en la Universidad de Florida, compitiendo en la NCAA División de Honor de natación en los Estados Unidos.
Es primo de Carlota.

## Trayectoria
Comenzó nadando en las piscinas del Club San Agustín para después formarse como nadador profesional en el Real Canoe N.C. en Madrid. A los 18 años se trasladó a los Estados Unidos, más concretamente a Florida, donde estudia y entrena en la Universidad de Florida con "Florida Gators natación y buceo".

## Entrenadores
El primer entrenador de Solaeche fue Roberto Pacios Blanco, en el Colegio San Agustín de Padre Damian, en Madrid. Estuvo entrenándole desde los 6 años hasta los 10. Este primer entrenador le enseñó las técnicas iniciales y su compromiso con la natación.
Cambió de entrenador y pasó a estar a las órdenes de Montse Suárez Pérez, desde los 11 años hasta los 16, que es cuando Solaeche estuvo en CTN de Madrid de la Federación Madrileña. Esta entrenadora llevó a Solaeche a ser 24 veces campeón de España y consiguió muchas Mejores Marcas Nacionales, además de oro en la Copa Comen, dos medallas de bronce en Chipre y oro en la Foje, en Tampere (Finlandia).
Tras su gran experiencia con Montse Suárez, entrenó un año con José Ignacio González Aláez "Taja". Entrenador que mantuvo a Eduardo en lo más alto de la natación. Lo estuvo entrenando hasta que el nadador madrileño marchó hacia Estados Unidos.
Tras cumplir los 18 años la Universidad de Florida en los Estados Unidos le ofreció una plaza de estudios y entrenar en la piscina con los mejores nadadores olímpicos como puede ser Ryan Lochte. Solaeche aceptó dicha oferta y se puso en manos del entrenador olímpico Gregg Troy. Troy es el director técnico de los "Gators" y actualmente de los mejores entrenadores que hay en el mundo y el que ha llevado a una multitud de nadadores a mundiales y a Juegos Olímpicos. A Gregg Troy le ayudan Anthony Nesty y Martyn Wilby, formando con ellos un equipo de entrenamiento que dan éxito seguro.

## En Florida

### 2011-2012
En el campeonato de la NCAA obtuvo un par de All-American mientras se ponía séptimo en el medley de 400 m individual (3.45.21) y participó en el equipo de relevos 800 m libres con los Gators All American. En el campeonato de la SEC, obtuvo los honores All-SEC, ya que era estudiante de primer año en solitario en la Universidad de Florida en ganar un título de la conferencia, como puso por primera vez en el 400 m combinado individual (3.47.99), cuarto en el relevo individual de 200 m (1.45.10), además de también participar en los relevos de 800 m libres de la Universidad de Florida quedando en segunda posición.

### 2012-2013
En el campeonato de la NCAA logró un par de honores All-America, mientras se ponía 14.º en los 200 m estilos (1.44.06) y 15.º en 200 m braza (1.53.13). En el campeonato de la SEC, participó en los relevos 800 m libres, donde marcó el segundo mejor tiempo de en la historia de la escuela con un tiempo de 6.14.76. De forma individual, fue tercero en los 200 m braza (1.54.74) y noveno en 400 m estilos. En la temporada 2012-2013, Solaeche fue dos veces All-American, campeón SEC y primero en el equipo All-SEC.

### 2013-2014
En el campeonato de la NCAA tuvo Solaeche cinco honores All-American que incluyeron tres galardones individuales y participó en dos top-8 de relevos. Individualmente, se puso 9.º en el 200 m estilos (1.42.67) y 10.º en 100 m braza (52.35) y 200 m braza 1.53.55). En el campeonato de la SEC, participó en el relevo 200 m estilos que estableció el récord de la escuela de la Universidad de Florida con 1.24.53. De forma individual, Solaeche quedó 3.º en 100 m braza (52.43) y 200 m braza (1.52.77) y 5.º en los 200 m mariposa (1.43.24). 

## Reconocimientos
- Gala del Deporte Federación Madrileña 2012
- Solaeche fue premiado como Mejor Deportista Masculino en la Gala del Deporte de 2012.
- Galardón del Real Canoe 2012
- Premiado como mejor deportista masculino absoluto en la categoría de natación en la Gala del Deporte y Social del Real Canoe N.C. de 2012.
- Universidad de Florida: Fue homenajeado ante 65.000 espectadores  en el descanso del partido de Rugby Florida-Misuri por su condición de finalista en el 400 m estilos y 4x200 m. libres de la NCAA y por lo que consiguió dos All-American honor.
- El 21 de septiembre de 2012, Solaeche fue galardonado con el trofeo Tiger Holmes Outsanding Freshman 2012 (mejor nadador de primer año universitario).
- Además, también consiguió tres All SEC Honors después de nadar tres finales en la prestigiosa Swimming SEC Championship, además de ser campeón en esta competición en los 400 m estilos con un tiempo de 3:3:57 (piscina de 25 m.).